# Beverley Owen
Beverley Owen, nome artístico de Beverley Jane Ogg (Ottumwa, Iowa, 13 de maio de 1937 – Vermont, 21 de fevereiro de 2019), foi uma atriz norte-americana. Participou dos 13 primeiros episódios da série Os Monstros (como Marilyn), deixando a série para se casar.